# Mihailo Petrović
Mihailo Petrović (ur. 18 października 1957) – serbski trener piłkarski i piłkarz.

## Życiorys

### Kariera klubowa
Od 1974 do 1993 roku występował w klubach: FK Rad, FK Crvena zvezda, NK Olimpija Ljubljana, Dinamo Zagrzeb i Sturm Graz.

### Kariera reprezentacyjna
W 1980 był reprezentantem Jugosławii.

### Kariera trenerska
Po zakończeniu piłkarskiej kariery pracował jako trener z klubami: SV Pöllau, SK Sturm Graz II, Primorje Ajdovščina, NK Domžale, NK Olimpija Ljubljana, Sturm Graz, Sanfrecce Hiroszima i Urawa Red Diamonds.
1 lutego 2018 został trenerem japońskiego klubu Hokkaido Consadole Sapporo.
Posiada licencję trenera UEFA Pro.

## Sukcesy

### Trenerskie
Sanfrecce Hiroszima
- Zwycięzca J2 League: 2008
- Zdobył drugie miejsce Pucharu Ligi Japońskiej: 2010

Urawa Red Diamonds
- Zdobył drugie miejsce Pucharu Ligi Japońskiej: 2013
- Zdobył drugie miejsce J1 League: 2014, 2016
- Zdobył drugie miejsce Pucharu Japonii: 2015
- Zdobył drugie miejsce Superpucharu Japonii: 2015, 2017
- Zwycięzca Pucharu Ligi Japońskiej: 2016
- Zwycięzca Azjatyckiej Ligi Mistrzów: 2017
- Zwycięzca Copa Suruga Bank: 2017

Hokkaido Consadole Sapporo
- Zdobył drugie miejsce Pucharu Ligi Japońskiej: 2019